# Affaire de Jeufosse
L'affaire de Jeufosse, du nom du hameau où se situe le château du même nom où se sont commis les faits, est une affaire criminelle française qui a eu lieu le 12 juin 1857 à Saint-Aubin-sur-Gaillon dans le département de l'Eure, dans laquelle Jean-Baptiste Crépel, garde-chasse de la famille Jeufosse, tue Émile Guillot.
Émile Guillot, poursuivant de ses assiduités la fille de la famille Jeufosse, s'introduisait régulièrement dans la demeure familiale. La nouvelle fait grand bruit dans la région, madame de Jeufosse, ses fils et le garde Crépel sont aussitôt conduits à la prison de Louviers.
Le procès lié à cette affaire est une des causes criminelles qui ont soulevé le plus de curiosité au XIXe siècle,.
Cette affaire sert de base au concours de plaidoirie de l'académie de Rouen « Effets de manches et fait d'archives », organisé par la délégation académique à l’action culturelle, en collaboration avec les archives départementales de l'Eure et la cour d'appel de Rouen.

## Données factuelles

### Relations entre les familles Guillot et Jeufosse
La famille Jeufosse et la famille Guillot sont voisines. Leurs rapports de voisinage commencent en 1855, par la visite d'un ami en commun. Ensuite, cela se transforme en dîners pour, par la suite, créer une véritable relation amicale. Émile Guillot devient un bon camarade des fils Jeufosse, qui l’invitent souvent pour des parties de chasse.
Dans le courant de l'année 1856, les deux familles se réunissent pas moins de 106 fois.
Mais, les rumeurs arrivent vite. Ainsi, on apprend que l'institutrice de Blanche, Laurence Thouzery, a quelques aventures avec Guillot. Malgré cela, madame de Jeufosse fait bonne figure et fait semblant de ne rien entendre, de ne rien croire.
Dans le milieu de l'année 1856, Guillot cesse de s'adresser à l'institutrice pour s'occuper de Blanche de Jeufosse, la jeune fille du château. Ils passent des heures ensemble, faisant de la musique. Guillot fait montre de propos galants envers la jeune femme. Celle-ci n'en fait ni confidence à sa mère, ni à quiconque. À partir de là, Blanche de Jeufosse devient rêveuse, distraite, agitée alors qu'elle était calme et réservée, jusqu'à être froide.
Laurence Thouzery alerte madame de Jeufosse au sujet de Blanche, de son changement d'attitude ou encore de ses relations avec Guillot. Certains soirs, Blanche quitte la table pour se rendre dans le parc. Cela irrite sa mère, ce qui cause, au mois de janvier 1857, la fin de l'amitié de la famille Jeufosse et la famille Guillot.

### Visites nocturnes au château

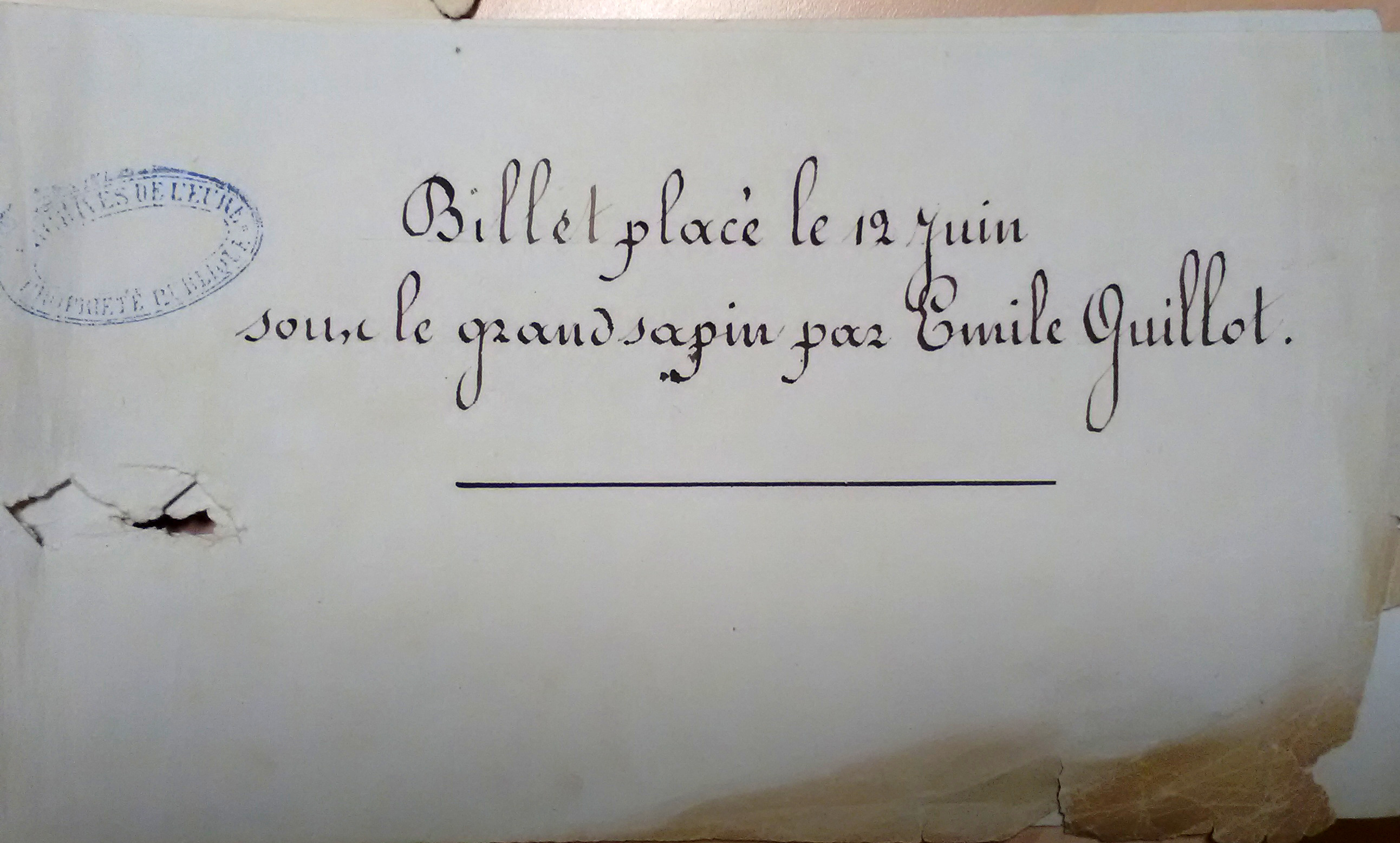
Document consultable aux archives départementales de l'Eure à Évreux.

Émile Guillot, entre 21 et 22 h, s'introduit dans le parc pour tenter de séduire Blanche de Jeufosse. Il dépose chaque nuit, un billet doux destiné à Blanche de Jeufosse, entre deux briques placées au pied d'un arbre de la propriété. Émile Guillot est loin de se faire discret lors de ses visites nocturnes. Partout il en parle et se fait presque toujours accompagner par son domestique.
Madame de Jeufosse donne alors des ordres à son garde pour que les visites nocturnes cessent : « Veillez bien : on pénètre jusque dans mes appartements. Tâchez de saisir ce rôdeur. » « Vous avez votre fusil, Crepel, cinglez-le ! Poivrez-le ! »
Un soir, Jean-Baptiste Crépel, garde particulier de madame de Jeufosse, posté près d'un sapin garni de branches allongées et d'un feuillage épais qui permettait de voir sans être vu, aperçoit Émile Guillot dans le parc. Le 12 juin 1857, vers 22 h, un coup de feu retentit dans le parc du château de Jeufosse.

### Soirée du 12 juin 1857

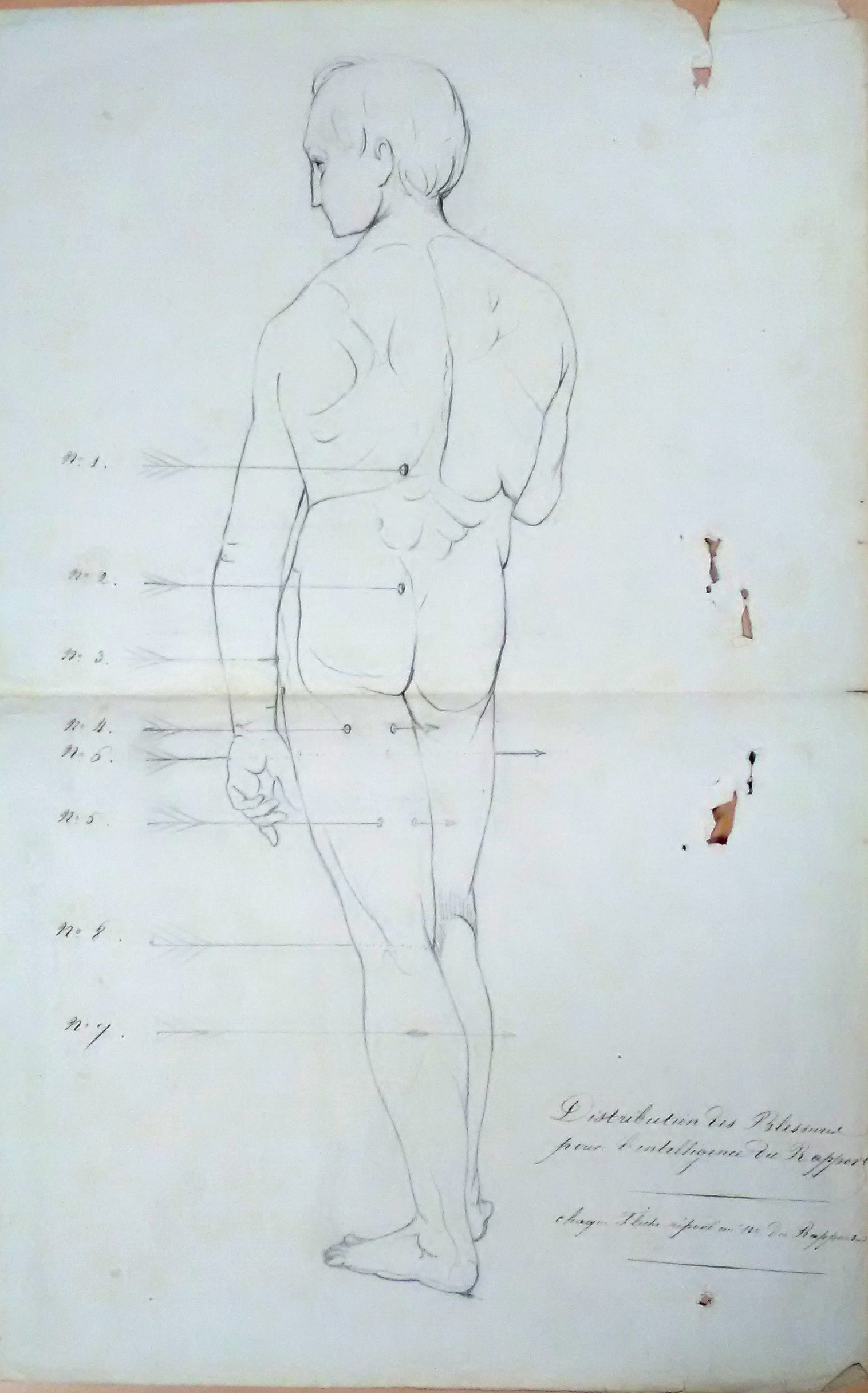
Schéma de distribution des blessures consultable aux archives départementales de l'Eure.

Dans la soirée du 12 juin 1857, un meurtre se produit dans la demeure de la famille Jeufosse à Saint-Aubin-sur-Gaillon. L'assassinat a été commis par Jean-Baptiste Crépel le garde chasse à l'encontre d'Émile Guillot. C'est un acte commis avec préméditation dans la cour de la propriété familiale.
Le soir du meurtre, Guillot s'introduit dans la demeure de la famille Jeufosse sans autorisation. Le garde-chasse Jean-Baptiste Crépel a promis aux membres de la famille de les protéger en cas de besoin. Ce soir-là, les femmes étaient seules dans la demeure. Pour cette raison, le garde-chasse devait à tout prix assurer la sécurité de la famille. 
C'est à ce moment-là qu'Émile Guillot intervient dans la cour de la demeure, en sautant le mur de la propriété. Jean-Baptiste Crépel aperçoit alors Émile Guillot qui avançait vers la demeure dans la nuit. Avec peu de visibilité, Jean-Baptiste Crépel fait des sommations pour tenter de l'arrêter, mais Émile Guillot ne l'écoute pas et continue d'avancer. Jean-Baptiste Crépel vise et tire sur Émile Guillot avec son fusil de chasse. Émile Guillot reçoit huit balles de chevrotine dont une qui lui fut fatale.
Le soir du meurtre, Jean-Baptiste Crépel dira avoir tiré sur Émile Guillot pour protéger la famille Jeufosse à la demande de madame de Jeufosse.  Elle avait donné des ordres pour effrayer le visiteur nocturne sans vouloir sa mort. Crépel a exécuté les ordres sans savoir quelle serait la victime et surtout sans prévoir l'issue fatale du drame.

## Protagonistes

### Émile Guillot
Émile Guillot est assassiné le 12 juin 1857 par Jean-Baptiste Crépel, le garde-chasse de la famille Jeufosse. Il est père de famille et habite à Aubevoye avec ses deux enfants et sa femme. Il fut un temps un ami proche de la famille Jeufosse mais les relations se dégradèrent par la suite.
Il est issu d'un milieu aisé, partageant sa fortune avec bonté et bienveillance et était apprécié des autres, même s'il manquait de discrétion, et avait de nombreuses aventures extra-conjugales qui nuisaient à sa réputation.

### Jean-Baptiste Crépel
Jean-Baptiste Crépel a 43 ans au moment des faits. Il est le garde particulier des propriétés de madame de Jeufosse à Saint-Aubin-sur-Gaillon, arrondissement de Louviers.
Dans cette affaire, Jean-Baptiste Crépel a suivi les ordres de madame de Jeufosse et a tué Émile Guillot à l'aide de huit balles de chevrotine tirées avec un fusil de chasse. Il est accusé d'avoir assassiné Émile Guillot.

### Élisabeth de Jeufosse
Élisabeth de Jeufosse (née Élisabeth Augustine de Beauvais) est la veuve du comte Amédée Joseph Alexandre de Laniepce de Jeufosse (11 janvier 1785 - 9 janvier 1846). Elle est née le 25 janvier 1808 à Sainte-Croix-sur-Buchy, arrondissement de Rouen. Elle est la propriétaire du château de Jeufosse à Saint-Aubin-sur-Gaillon dans l'Eure. En 1847, après la mort de son mari, elle habite le château avec ses deux fils et sa fille. Cette dernière est une des actrices principales de l'affaire, car madame de Jeufosse a remarqué qu'Émile Guillot, la victime, rôdait autour de sa fille et cachait des billets doux sous un rocher.
Elle décide en premier lieu de dire à Guillot qu'il n’est plus le bienvenu et alla même prévenir sa femme qu'il y avait des rumeurs à propos de son mari. C'est pour cela qu'elle enjoignit au garde-chasse Jean-Baptiste Crépel de tout faire pour qu'Émile Guillot ne s'approche plus de la propriété et de sa progéniture.
Au mois de janvier 1857, les relations qui avaient commencé entre les deux familles en 1855 cessèrent. Émile Guillot continua de venir en cachette. Madame de Jeufosse, soucieuse et angoissée du mal qui pourrait être fait à sa famille, est même allée jusqu'à mentir à Jean-Baptiste Crépel en lui disant que, selon les dires du Procureur Impérial, s'il tirait, il ne lui arriverait rien. Elle n’arrêta pas d'activer le zèle du garde-chasse, jusqu'à la nuit fatidique. 
Elle est accusée d'avoir, le 12 juin 1857, incité Crépel à commettre volontairement un homicide sur la personne d'Émile Guillot.

### Ernest de Jeufosse
Ernest de Jeufosse est né le 24 septembre 1832, à Saint-Aubin-sur-Gaillon. Il est le premier fils de madame de Jeufosse. Le 17 mars 1857, il écrit à Émile Guillot une lettre qui est interceptée par madame Guillot, dans laquelle on trouve ce passage : « J'apprends qu'il y a à Jeufosse des revenants et des loups-garous… je vous préviens que j'ai donné des ordres pour qu'on leur tire dessus, promettant une récompense honnête à qui les toucherait ». En effet, Ernest de Jeufosse avait adressé au garde Crépel une lettre, qui n'a pas été conservée, « mais sur les termes et sur le sens de laquelle sont à peu près d'accord et celui qui l'a écrite et celui qui l'a reçue ». « J'entends dire qu'on rôde la nuit autour du château, c'est une lâcheté de ta part de ne pas empêcher cela. Il faut tirer un coup de fusil sur celui qui fait cela, si j'y étais, je le ferais, tu dois me remplacer ».
Enfin, le 19 mai 1856, une entrevue est convenue entre Émile Guillot et Ernest de Jeufosse. Elle est fixée chez monsieur Léonard Odoard du Hazey, parent de ce dernier, et elle devait avoir lieu en présence de monsieur Joseph Hyacinthe Tripet (ancien consul, résident de Sainte-Barbe-sur-Gaillon), ami commun des deux familles. Ernest de Jeufosse, avant de s'y rendre, déjeuna chez Armand Huet, ancien notaire à Gaillon, et en était sorti dans un état voisin de l'ivresse ; plusieurs fois sur la route, il était tombé de cheval et arriva les vêtements en désordre.
Ernest de Jeufosse est accusé d'avoir, le 12 juin 1857, incité Crépel à commettre volontairement un homicide sur la personne d'Émile Guillot.

### Albert de Jeufosse
Albert de Jeufosse est né le 6 décembre 1835, à Saint-Aubin-sur-Gaillon. Il est le second fils de madame de Jeufosse. Il ne resta pas de son côté inactif. Ayant passé quelques jours au château dans le courant du mois d'avril, il avait fait lui-même le guet pendant plusieurs nuits, puis en partant il dit à Jean-Baptiste Crépel : « Veille bien, n'aie aucun ménagement, fais ce que j'aurais fait moi-même, donne un coup de fusil à celui que tu verras ». Au moment où Jean-Baptiste Crépel se fait arrêter, Albert, ne pouvant se contenir, dit avec une grande animation : « Il reste peu de bons domestiques, voyez ce qui leur arrive quand ils font leur devoir, j'en eusse pourtant fait tout autant à sa place ».
Albert de Jeufosse est accusé d'avoir, le 12 juin 1857, incité Crépel à commettre volontairement un homicide sur la personne d'Émile Guillot.

### Blanche de Jeufosse
Blanche de Jeufosse est née le 20 mai 1839. Dans les années 1857, elle se faisait harceler par monsieur Émile Guillot, qui était son voisin. Celui-ci se fait tuer par le garde-chasse Crépel, pour avoir pénétré à plusieurs reprises dans la demeure de la famille Jeufosse.
Blanche de Jeufosse était une musicienne travaillant des heures pour améliorer son niveau. C'était une personne assez calme, discrète, réservée, se rapprochant ainsi de la froideur.

### Laurence Thouzery
Mademoiselle Laurence Thouzery, âgée de 20 ans, est l'institutrice de Blanche de Jeufosse depuis 1856. Elle a eu une relation amoureuse avec Émile Guillot, qui était un des voisins de la famille Jeufosse. Il lui laissait des mots doux dans le parc du château. Elle a subi des harcèlements par Émile pendant près d'un an. Au milieu de l'année de 1856, Émile Guillot arrête ses harcèlements envers Laurence et se met à faire des avances à Blanche de Jeufosse.

### Désiré Gros
Désiré Gros est le domestique d’Émile Guillot. Le jour du meurtre, il accompagne son maître dans la propriété de la famille Jeufosse. Là, il entend ces mots : « Halte-là tu es mort », puis une détonation d'arme à feu.
Il découvre son maître à terre, et entend ses derniers mots, lui annonçant que le tueur est le garde-chasse Jean-Baptiste Crépel.

## Procès
La cour est présidée par M. le conseiller à la cour impériale de Rouen Élie Alexandre Vanier. Le procureur général est Joseph Massot-Reynier. 
Les fils Jeufosse et le garde Crépel sont défendus par maître Deschamps, madame de Jeufosse par maître Pierre-Antoine Berryer, l'un des plus grands avocats de l'époque. Ce dernier a accepté cette affaire, loin de chez lui et à un âge avancé, persuadé de l'innocence de madame de Jeufosse, après avoir travaillé sur les différentes pièces du dossier pendant trois jours et trois nuits.  
Le 14 décembre 1857, la grande salle de la cour d'assises de l'Eure à Évreux où se tient le procès est trop petite pour accueillir toutes les personnes qui veulent assister aux débats. En effet, la réputation des protagonistes de l'affaire et la personnalité de l'avocat de la famille Jeufosse ont attiré des journalistes, des romanciers et des hommes politiques de la France entière. 
Après la lecture de l'acte d'accusation, l'avocat général Jolibois intervient et ne peut prendre parti que pour la victime. Il déclare : « Il ne faut pas que la cause de la société soit trahie; il ne faut pas que des accusés placés dans une situation exceptionnelle aient pu se mettre au-dessus de la loi […].  Au-dessus de toutes les considérations invoquées par la défense, il en est une qui domine toutes les autres, c'est l'inviolabilité de la vie humaine. ». Par la suite, les différents témoins et les accusés sont interrogés. Le procès se termine par la plaidoirie de maître Pierre-Antoine Berryer. À la fin de son intervention, axée sur les articles 321, 326 et 329 du code pénal, la salle émue éclate en applaudissements. 
Après une demi-heure de délibération, le verdict est prononcé le 18 décembre 1857 par monsieur Bernier, le doyen du jury. Il abrège la lecture et prononce le mot libérateur : « Sur mon honneur et ma conscience, devant Dieu et devant les Hommes, la déclaration du jury est : Non, sur toutes les questions ». Tous les accusés sont acquittés. Néanmoins, la cour condamne les trois Jeufosse et le garde Crépel aux dépens.

## Épilogue de l'affaire
Après le procès, la famille Jeufosse est ruinée et le château est vendu,.
Les relations entre madame de Jeufosse et Blanche devinrent difficiles ; la mère et la fille s'évitaient. Madame de Jeufosse disparut presque nonagénaire et Blanche termina sa vie à Gaillon où elle mourut le 15 juillet 1918.
Jean-Baptiste Leufroy Crépel (°3 janvier 1814) meurt le 14 mars 1895 à l'âge de 81 ans au hameau du Grand-Corricard à Saint-Aubin-sur-Gaillon.

## Postérité

### Télévision
L'affaire du manoir de Jeufosse ou la Bête noire, téléfilm diffusé en 1956 dans le cadre de la série En votre âme et conscience.

### Concours
Cette affaire sert de base au concours annuel de plaidoirie de l'académie de Rouen « Effets de manches et fait d'archives »,, organisé par la délégation académique à l’action culturelle, en collaboration avec les archives départementales de l'Eure et la cour d’appel de Rouen.